# Zengeröd
Zengeröd ist ein Ortsteil des Marktes Winklarn im Oberpfälzer Landkreis Schwandorf in Bayern und liegt in der Region Oberpfalz-Nord.

## Geografie
Zengeröd liegt im Naturpark Oberpfälzer Wald, etwa 2 km südwestlich vom Kernort Winklarn entfernt am Fuß des 622 m hohen Kulm etwa 1 km südöstlich der Bundesstraße 22.
Nachbarorte sind im Norden Untereppenried und im Osten Winklarn.

## Geschichte
Zum Stichtag 23. März 1913 (Osterfest) wurde Zengeröd als Teil der Pfarrei Winklarn mit 8 Häusern und 56 Einwohnern aufgeführt.
Am 31. Dezember 1990 hatte Zengeröd 40 Einwohner und gehörte zur Pfarrei Winklarn.